# Nekrolog 1. Quartal 1933
Nekrolog
◄◄
| ◄
| 1929
| 1930
| 1931
| 1932
| 1933 | 1934 | 1935 | 1936 | 1937 | ► | ►►
1. Quartal |
2. Quartal |
3. Quartal |
4. Quartal 1933
Weitere Ereignisse | Allgemeiner Nekrolog 1933
Die Beschreibung der verstorbenen Person sollte so kurz wie möglich gehalten sein und nur deren signifikante Tätigkeit(en) enthalten.
Neue Namen ggf. auch unter dem Geburts- und Sterbedatum, also etwa unter 1. Januar und im Geburts- und Sterbejahr (2024) eintragen (nur bei entsprechender großer Wichtigkeit). Für Beispiele siehe die schon vorhandenen Artikel.
Außerdem über die fünf zuletzt Verstorbenen, zu denen es einen ausreichend guten Artikel für eine Präsentation auf der Hauptseite gibt, nach der todesbedingten Überarbeitung der Artikel ggf. auch unter Wikipedia Diskussion:Hauptseite informieren und sie am besten auch in den anderen Wikipedia-Sprachversionen eintragen. Tipp: Regelmäßig bei news.google.de nach „ist tot“, „gestorben“ oder „verstorben“ suchen.
Wenn eine Person gestorben ist, gibt es viele Seiten zu dieser Person in der Wikipedia, die davon auch betroffen sind und entsprechend aktualisiert werden müssen. Beispiele: Namenübersichtsseite, Geburtsjahr, Geburtsort-Seiten und viele mehr.
Wie finde ich die betroffenen Seiten?
Im Suchfeld auf der linken Seite gibt man den Suchbegriff so ein: „Vorname Nachname“. Dann klickt man auf Volltext und alle Seiten mit entsprechendem Suchtext werden aufgerufen. Hier sieht man dann schnell, wo auch das Todesjahr Sinn macht oder sogar ein Teil des Artikels angepasst werden muss. Auch hilft das „Werkzeug“ auf der linken Seite sehr gut, um solche Seiten aufzufinden: „Links auf diese Seite“. Somit ist die Wikipedia wieder aktuell in allen Bereichen! Hinweis: bei Eintragung der Kategorie „Gestorben JAHR“ wird der Missbrauchsfilter 49 ausgelöst, was jedoch nicht schlimm ist. Siehe: Spezial:Missbrauchsfilter/49
Dies ist eine Liste von im ersten Quartal 1933 verstorbenen bekannten Persönlichkeiten. Die Einträge erfolgen innerhalb der einzelnen Daten alphabetisch sortiert. Tiere sind im Nekrolog für Tiere zu finden.

## Januar
| Tag        | Name                                  | Beruf, bekannt als                                                                                        | Alter | Beleg |
| ---------- | ------------------------------------- | --- | ----- | ----- |
| 1. Januar  | Thies Jacob Dageför                   | deutscher Kaufmann und Politiker, MdHB                                                                    | 89    |       |
| 1. Januar  | Josef Danegger                        | österreichischer Charakterdarsteller, Regisseur und Schauspielpädagoge                                    | 67    |       |
| 1. Januar  | Erich Hermann                         | deutscher Kommunist                                                                                       | 18    |       |
| 1. Januar  | Richard Platz                         | deutscher Kaufmann, Entwickler der Hackethal Draht- und Kabelwerke, Präsident der IHK Hannover            | 65    |       |
| 1. Januar  | Simon Zeisel                          | österreichischer Chemiker                                                                                 | 78    |       |
| 2. Januar  | Jacques Carabain                      | niederländisch-belgischer Maler                                                                           | 98    |       |
| 2. Januar  | Robert Gufflet                        | französischer Segler                                                                                      | 49    |       |
| 2. Januar  | Leonhard Limpach                      | deutscher Chemiker und Apotheker                                                                          | 80    |       |
| 2. Januar  | Richard Richard                       | Theaterschauspieler und Sänger (Bass)                                                                     |       |       |
| 3. Januar  | Gabriel Anton                         | österreichischer Neurologe, Psychiater                                                                    | 74    |       |
| 3. Januar  | Frederick S. Armitage                 | US-amerikanischer Kameramann, Regisseur und Filmproduzent                                                 | 58    |       |
| 3. Januar  | Wilhelm Cuno                          | deutscher Politiker, Reichskanzler in der Weimarer Republik                                               | 56    |       |
| 3. Januar  | Richard Hartmann                      | deutscher Politiker (NLP, DDP), MdL (Sachsen)                                                             | 73    |       |
| 3. Januar  | Jack Pickford                         | kanadischer Schauspieler                                                                                  | 36    |       |
| 4. Januar  | Elfried Bock                          | deutscher Kunsthistoriker                                                                                 | 57    |       |
| 4. Januar  | Cyrus Durey                           | US-amerikanischer Politiker                                                                               | 68    |       |
| 4. Januar  | Walther Lamp’l                        | deutscher Politiker (SPD), MdHB                                                                           | 41    |       |
| 4. Januar  | Courtenay Mansel                      | britischer Adliger und Politiker, Mitglied des House of Commons                                           | 52    |       |
| 4. Januar  | Otto Weismüller                       | preußischer Oberregierungsrat                                                                             | 66    |       |
| 4. Januar  | Friedrich Wilhelm von Willisen        | deutscher Oberstleutnant, Politiker                                                                       | 56    |       |
| 5. Januar  | Friedrich Busack                      | deutscher Maler der hannoverschen Neuen Sachlichkeit, Vertreter der hannoverschen Sezession               | 34    |       |
| 5. Januar  | Barry Conners                         | US-amerikanischer Schauspieler, Dramatiker und Drehbuchautor                                              | 49    |       |
| 5. Januar  | Calvin Coolidge                       | US-amerikanischer Politiker, 30. Präsident der USA                                                        | 60    |       |
| 5. Januar  | Peter Greif                           | deutscher Widerstandskämpfer                                                                              | 30    |       |
| 5. Januar  | Albert Pinner                         | deutscher Rechtsanwalt und Notar                                                                          | 75    |       |
| 5. Januar  | Johannes Poggenburg                   | deutscher Geistlicher, Bischof von Münster                                                                | 70    |       |
| 5. Januar  | John M. Robertson                     | britischer Bürgerrechtler und Politiker, Mitglied des House of Commons                                    | 76    |       |
| 5. Januar  | Moritz Sobernheim                     | deutscher Politiker, Diplomat und Orientalist                                                             | 60    |       |
| 5. Januar  | Sinaida Lwowna Wolkowa                | russische Revolutionärin und Tochter von Leo Trotzki                                                      | 31    |       |
| 6. Januar  | Adolf Alter                           | Stadtschultheiß von Böckingen (1903–1933)                                                                 | 56    |       |
| 6. Januar  | Ernst Borsig                          | deutscher Unternehmer                                                                                     | 63    |       |
| 6. Januar  | Konstantas Bražėnas                   | litauischer Politiker                                                                                     | 38    |       |
| 6. Januar  | Georg von Breunig                     | deutscher Finanzbeamter und Politiker                                                                     | 77    |       |
| 6. Januar  | Siegmund Kaff                         | österreichischer sozialpolitischer Schriftsteller                                                         | 68    |       |
| 6. Januar  | Heinrich Lisson                       | deutscher Schauspieler, Aufnahmeleiter und Filmregisseur                                                  | 65    |       |
| 6. Januar  | George Howard Monks                   | amerikanischer Chirurg, Kieferchirurg und Spieleerfinder                                                  | 79    |       |
| 6. Januar  | Wladimir von Pachmann                 | Pianist                                                                                                   | 84    |       |
| 6. Januar  | Carlo Sliwowski                       | Bischof von Wladiwostok                                                                                   | 87    |       |
| 6. Januar  | Konstantin Stoitzner                  | österreichischer Maler                                                                                    | 69    |       |
| 6. Januar  | Bessie Tucker                         | US-amerikanische Blues-Sängerin und Songwriterin                                                          |       |       |
| 7. Januar  | Moritz Böker                          | deutscher Ingenieur und Industrieller, Ehrenbürger von Remscheid                                          | 79    |       |
| 7. Januar  | Robert R. Butler                      | US-amerikanischer Politiker                                                                               | 51    |       |
| 7. Januar  | Stanislav Feikl                       | tschechischer Maler                                                                                       | 49    |       |
| 7. Januar  | Guy D. Goff                           | US-amerikanischer Politiker                                                                               | 66    |       |
| 7. Januar  | Franz Himstedt                        | deutscher Physiker                                                                                        | 80    |       |
| 7. Januar  | Bert Hinkler                          | australischer Flugpionier und Testpilot                                                                   | 40    |       |
| 7. Januar  | Bernhard Penner                       | deutscher Verwaltungsjurist                                                                               | 42    |       |
| 7. Januar  | Max Schencking                        | Landrat des Kreises Arnsberg (1923–1927)                                                                  | 45    |       |
| 8. Januar  | Alfons von Bayern                     | bayerischer Prinz, General der Kavallerie                                                                 | 70    |       |
| 8. Januar  | Samuel Austin Kendall                 | US-amerikanischer Politiker                                                                               | 73    |       |
| 8. Januar  | Benjamin Jan Kouwer                   | niederländischer Gynäkologe                                                                               | 71    |       |
| 8. Januar  | Benton McMillin                       | US-amerikanischer Politiker                                                                               | 87    |       |
| 8. Januar  | August Windeck                        | deutscher Bürgermeister und Politiker, MdR                                                                | 79    |       |
| 9. Januar  | Daphne Akhurst                        | australische Tennisspielerin                                                                              | 29    |       |
| 9. Januar  | Heinrich Gustav Beck                  | sächsischer Minister                                                                                      | 78    |       |
| 9. Januar  | Kate Gleason                          | US-amerikanische Ingenieurin                                                                              | 67    |       |
| 9. Januar  | Alexander Alexandrowitsch Kiesewetter | russischer Historiker und Publizist                                                                       | 66    |       |
| 9. Januar  | William Shackleton                    | britischer Maler                                                                                          | 60    |       |
| 9. Januar  | John Kern Strecker                    | US-amerikanischer Naturhistoriker und Naturkundler                                                        | 57    |       |
| 9. Januar  | Stanislaus Stückgold                  | polnisch-deutsch-französischer Maler                                                                      | 64    |       |
| 9. Januar  | Giuseppe Terrabugio                   | italienischer Organist, Komponist und Kirchenmusiker                                                      | 90    |       |
| 9. Januar  | Walter Wright                         | neuseeländischer Maler                                                                                    |       |       |
| 9. Januar  | Hugo Zöller                           | deutscher Forschungsreisender und Journalist                                                              | 80    |       |
| 10. Januar | Johannes Bauer                        | deutscher Theologe                                                                                        | 72    |       |
| 10. Januar | Margaret MacDonald Mackintosh         | schottische Malerin                                                                                       | 68    |       |
| 10. Januar | Roberto Mantovani                     | italienischer Geowissenschaftler und Violinist                                                            | 78    |       |
| 11. Januar | Oswald Balzer                         | polnischer Historiker                                                                                     | 74    |       |
| 11. Januar | Richard Ellrodt                       | deutscher Politiker (SPD, USPD, KPD)                                                                      | 49    |       |
| 11. Januar | Ludwig Ernst Huhn                     | Oberbürgermeister von Gera                                                                                | 76    |       |
| 11. Januar | Moritz Johann Sachs von Hellenau      | österreichisch-ungarischer Vizeadmiral, Kommandant der Marineakademie Fiume                               | 88    |       |
| 12. Januar | Ernst Emil Kurt von Reventlow         | deutscher Adeliger, Gutsherr auf Wittenberg, Klosterpropst zu Uetersen und Politiker                      | 64    |       |
| 12. Januar | Oskar Samter                          | deutscher Chirurg und Hochschullehrer                                                                     | 74    |       |
| 12. Januar | Václav Suk                            | tschechischer Komponist                                                                                   | 71    |       |
| 13. Januar | Kurt Burchard                         | deutscher Rechtswissenschaftler                                                                           | 68    |       |
| 13. Januar | Edmund Elend                          | deutscher Kaufmann und Kaufhausbesitzer                                                                   | 51    |       |
| 13. Januar | Hugh Merle Elmendorf                  | US-amerikanischer Air-Force-Offizier                                                                      | 38    |       |
| 13. Januar | Max Müller                            | deutscher Politiker                                                                                       | 58    |       |
| 13. Januar | Christopher Rave                      | deutscher Maler und Polarforscher                                                                         | 51    |       |
| 14. Januar | Aenne Biermann                        | deutsche Fotografin                                                                                       | 34    |       |
| 14. Januar | Max Cramer                            | deutscher Genealoge                                                                                       | 73    |       |
| 14. Januar | Fritz Englund                         | schwedischer Schachspieler                                                                                | 61    |       |
| 14. Januar | Joseph Girgensohn                     | deutscher Lehrer und Historiker                                                                           | 84    |       |
| 14. Januar | Hermann von Hatzfeldt                 | preußischer Politiker, Beamter und Offizier, MdR                                                          | 84    |       |
| 14. Januar | Frank Kubacz                          | polnischer Politiker in der Freien Stadt Danzig                                                           | 64    |       |
| 14. Januar | Martin Loibl                          | deutscher Politiker (BVP), MdR                                                                            | 63    |       |
| 14. Januar | Rudolph Schneider                     | deutscher Volkswirt, Manager und Politiker (DVP), MdR                                                     | 57    |       |
| 14. Januar | Hans Wirth                            | Schweizer Pilot                                                                                           |       |       |
| 15. Januar | Gaspar Bennàssar i Moner              | spanischer Architekt und Baumeister                                                                       | 63    |       |
| 15. Januar | Gertrude Eisenmann                    | deutsch-britische Radsportlerin, Motorsportlerin und Reiterin                                             | 57    |       |
| 15. Januar | Hans Hausmann                         | deutscher Verwaltungsjurist                                                                               |       |       |
| 15. Januar | Otto Meyer-Amden                      | Schweizer Maler und Grafiker                                                                              | 47    |       |
| 15. Januar | Eugen Robert Weiss                    | deutscher Opernsänger (Bariton) und Gesangspädagoge                                                       | 69    |       |
| 16. Januar | Willy Burmester                       | deutscher Violinist                                                                                       | 63    |       |
| 16. Januar | Lee Cruce                             | US-amerikanischer Politiker                                                                               | 69    |       |
| 16. Januar | Artur Ivens Ferraz                    | portugiesischer General, Politiker und Ministerpräsident                                                  | 62    |       |
| 16. Januar | Bekir Sami Kunduh                     | erster türkischer Außenminister                                                                           |       |       |
| 16. Januar | Paul Multhaupt                        | deutscher Industrieller                                                                                   | 49    |       |
| 17. Januar | Edouard Descamps                      | belgischer Jurist und Politiker                                                                           | 85    |       |
| 17. Januar | Max Köthner                           | deutscher Konteradmiral der Kaiserlichen Marine                                                           | 62    |       |
| 17. Januar | Curt von Pavel                        | preußischer General der Infanterie sowie Kommandeur der Kaiserlichen Schutztruppe für Kamerun             | 81    |       |
| 17. Januar | Ormond Stone                          | US-amerikanischer Astronom und Mathematiker                                                               | 86    |       |
| 17. Januar | Hans Sturm                            | deutscher Schauspieler, Drehbuchautor, Bühnenregisseur und Schriftsteller                                 | 58    |       |
| 17. Januar | Louis Comfort Tiffany                 | US-amerikanischer Maler und Glaskünstler                                                                  | 84    |       |
| 18. Januar | Pierre Cousin                         | französischer Mathematiker                                                                                | 65    |       |
| 18. Januar | Curtis Hussey Gregg                   | US-amerikanischer Politiker                                                                               | 67    |       |
| 18. Januar | Georg Hoffmann                        | deutscher Orientalist                                                                                     | 87    |       |
| 18. Januar | Demetrius Rozenits                    | österreichischer Geistlicher und Politiker (CSP), Abgeordneter zum Nationalrat                            | 58    |       |
| 18. Januar | John Thomas                           | walisischer Chemiker                                                                                      | 46    |       |
| 19. Januar | Nikolai Kobelkoff                     | russischer Schausteller                                                                                   | 81    |       |
| 19. Januar | Reinhold Schultz                      | deutscher Reichsgerichtsrat                                                                               | 74    |       |
| 19. Januar | Bernhard Schulz                       | deutscher Architekt, Kommunalpolitiker, Lehrer und Anwalt                                                 | 71    |       |
| 20. Januar | Jean-Antoine Injalbert                | französischer Bildhauer                                                                                   | 87    |       |
| 20. Januar | Adolf Krössing                        | österreichischer Opernsänger (Tenorbuffo)                                                                 | 85    |       |
| 20. Januar | Viktor Kutschera                      | österreichischer Film- und Theaterschauspieler und Theaterregisseur                                       | 69    |       |
| 21. Januar | Wilhelm Harms                         | mecklenburgischer Volksschullehrer und Forscher                                                           | 82    |       |
| 21. Januar | Paul Martig                           | Schweizer reformierter Theologe                                                                           | 63    |       |
| 21. Januar | James C. Milliman                     | US-amerikanischer Politiker                                                                               | 85    |       |
| 21. Januar | George Moore                          | irischer Schriftsteller                                                                                   | 80    |       |
| 22. Januar | Johannes Linneborn                    | deutscher Domkapitular und Kanonist                                                                       | 65    |       |
| 22. Januar | Elisabeth Marbury                     | US-amerikanische Theater- und Literatur-Agentin                                                           | 76    |       |
| 22. Januar | Gustave-Charles-Marie Mutel           | französischer Bischof                                                                                     | 78    |       |
| 22. Januar | Percy Sargent                         | britischer Neurochirurg                                                                                   | 59    |       |
| 22. Januar | Elisabeth Sohn-Rethel                 | deutsche Malerin, Zeichnerin und Sängerin                                                                 | 79    |       |
| 23. Januar | Maximilian Beck                       | deutscher Theaterschauspieler                                                                             | 72    |       |
| 23. Januar | Herman Benjamins                      | surinamischer Leiter der Schulaufsicht, Herausgeber und Redakteur                                         | 82    |       |
| 23. Januar | Jacques Bureau                        | Politiker der Liberalen Partei Kanadas                                                                    | 72    |       |
| 23. Januar | Konrad Hartong                        | deutscher Jurist                                                                                          | 71    |       |
| 23. Januar | Albert E. Hill                        | US-amerikanischer Politiker                                                                               | 62    |       |
| 23. Januar | Heinrich Hoffmann                     | deutscher Kunstmaler                                                                                      | 73    |       |
| 23. Januar | Karl Indermühle                       | Architekt                                                                                                 | 55    |       |
| 23. Januar | George Messier                        | französischer Chemieingenieur                                                                             | 36    |       |
| 23. Januar | Sakai Toshihiko                       | japanischer Journalist und Politiker                                                                      | 62    |       |
| 23. Januar | Apollinari Michailowitsch Wasnezow    | russischer Maler                                                                                          | 76    |       |
| 24. Januar | Alfons Fedor Cohn                     | deutscher Journalist, Schriftsteller und Staatsbeamter                                                    | 54    |       |
| 24. Januar | Hermann Cohn                          | deutscher Jurist und Politiker (FVp, FVP, DDP)                                                            | 63    |       |
| 24. Januar | Ida Lehner                            | Schweizer Arbeiterinnensekretärin                                                                         | 59    |       |
| 24. Januar | Charles Solomon                       | US-amerikanischer Mobster                                                                                 |       |       |
| 24. Januar | René Vallery-Radot                    | französischer Schriftsteller                                                                              | 79    |       |
| 25. Januar | William Faulkes                       | englischer Organist und Komponist                                                                         | 69    |       |
| 25. Januar | Balduin Kusbock                       | estnischer Regisseur, Schauspieler und Produzent                                                          |       |       |
| 25. Januar | Richard Meier                         | deutscher Politiker (SPD), MdR                                                                            | 54    |       |
| 25. Januar | Rudolf Adriaan van Sandick            | niederländischer Bauingenieur                                                                             | 77    |       |
| 25. Januar | Honoré Vaillancourt                   | kanadischer Sänger                                                                                        | 40    |       |
| 25. Januar | Jacob Yost                            | US-amerikanischer Politiker                                                                               | 79    |       |
| 25. Januar | Emma Zehnder                          | Schweizer Lehrerin und Frauenaktivistin                                                                   | 73    |       |
| 26. Januar | Elizabeth Christitch                  | irische Journalistin und Autorin                                                                          |       |       |
| 26. Januar | Rudolf Hallo                          | deutscher Kunsthistoriker                                                                                 | 34    |       |
| 26. Januar | Hugo Mandeltort                       | österreichischer Architekt                                                                                | 60    |       |
| 26. Januar | Karl Prümer                           | deutscher Verleger und Schriftsteller                                                                     | 86    |       |
| 26. Januar | Alva Vanderbilt Belmont               | US-amerikanische Society-Lady und Frauenrechtlerin                                                        | 80    |       |
| 27. Januar | Karl Georg Paul Grützmann             | deutscher Jurist                                                                                          | 76    |       |
| 27. Januar | Marcel Leprin                         | französischer Maler                                                                                       | 41    |       |
| 27. Januar | Ernest Overton                        | englischer Biologe und Pharmakologe                                                                       | 67    |       |
| 27. Januar | Hermann Urich Sass                    | deutscher Filmkaufmann                                                                                    | 45    |       |
| 28. Januar | Theodor Birt                          | deutscher Altphilologe und Schriftsteller                                                                 | 80    |       |
| 28. Januar | David Courtney Coates                 | US-amerikanischer Politiker                                                                               | 64    |       |
| 28. Januar | Peter Griesbacher                     | deutscher Komponist                                                                                       | 68    |       |
| 28. Januar | Axel Hornemann Hansen                 | dänischer Radrennfahrer                                                                                   | 33    |       |
| 28. Januar | Scudder Klyce                         | US-amerikanischer Philosoph, Wissenschaftler und Marineoffizier                                           | 53    |       |
| 28. Januar | John Buchanan Robinson                | US-amerikanischer Politiker                                                                               | 86    |       |
| 28. Januar | George Saintsbury                     | britischer Literaturkritiker, Hochschullehrer und Autor                                                   | 87    |       |
| 28. Januar | Carl Schmachtenberg                   | deutscher Mundartdichter                                                                                  | 84    |       |
| 29. Januar | Carl von Bergen                       | deutscher Maler                                                                                           | 79    |       |
| 29. Januar | Theodor Engel                         | evangelischer Pfarrer und Geologe                                                                         | 90    |       |
| 29. Januar | Philipp Geissler                      | österreichischer Politiker                                                                                | 76    |       |
| 29. Januar | Johann Stoevesandt                    | deutscher Mediziner und Krankenhausdirektor                                                               | 84    |       |
| 29. Januar | Sara Teasdale                         | US-amerikanische Dichterin                                                                                | 48    |       |
| 30. Januar | Pere Barnils                          | spanischer Romanist, Katalanist und Phonetiker                                                            | 50    |       |
| 30. Januar | Erwan Berthou                         | französisch- und bretonischsprachiger neodruidischer Barde                                                | 71    |       |
| 30. Januar | Otto Fetting                          | Begründer, Apostel und der Leiter der Kirche Christi mit der Elias-Botschaft                              | 61    |       |
| 30. Januar | Edward M. Irwin                       | US-amerikanischer Politiker                                                                               | 63    |       |
| 30. Januar | Leopold zu Isenburg-Birstein          | hessischer Standesherr und Parlamentarier                                                                 | 66    |       |
| 30. Januar | Leopoldine von Morawetz-Dierkes       | österreichisch-tschechoslowakische Schriftstellerin und Reisende                                          | 75    |       |
| 30. Januar | Josef Zauritz                         | deutscher Polizeibeamter                                                                                  | 35    |       |
| 31. Januar | John Galsworthy                       | britischer Schriftsteller und Dramatiker                                                                  | 65    |       |
| 31. Januar | Henry Huber                           | US-amerikanischer Politiker                                                                               | 63    |       |
| 31. Januar | Rudolf Max Ludloff                    | deutscher Architekt                                                                                       | 69    |       |
| 31. Januar | Hans Maikowski                        | deutscher Gärtner, Mitglied der SA                                                                        | 24    |       |
| 31. Januar | Alfredo Salafia                       | italienischer Einbalsamierer, Chemiker                                                                    | 63    |       |
| 31. Januar | Rodolfo Tartini                       | Schweizer römisch-katholischer Geistlicher                                                                | 78    |       |
| 31. Januar | Carl Wandres                          | deutscher Missionar der Rheinischen Missionsgesellschaft im früheren Deutsch-Südwestafrika, heute Namibia | 74    |       |
|            | Hedda Forsten                         | deutsche Stummfilm- und Theaterschauspielerin                                                             | 35    |       |
|            | Filipp Petrowitsch Stepanow           | russischer Offizier, Staatsrat, Kammerherr, Amtsanwalt de Moskauer Heiligen Synods                        | 75    |       |

## Februar
| Tag         | Name                               | Beruf, bekannt als | Alter | Beleg |
| ----------- | ---------------------------------- | --- | ----- | ----- |
| 1. Februar  | Oscar Drude                        | deutscher Botaniker | 80    |       |
| 1. Februar  | Philipp Maria Halm                 | deutscher Kunsthistoriker und Museumsleiter                                                                                     | 66    |       |
| 1. Februar  | Benjamin Franklin Howell           | US-amerikanischer Politiker | 89    |       |
| 1. Februar  | Gustav Lilienthal                  | deutscher Baumeister und Sozialreformer                                                                                         | 83    |       |
| 1. Februar  | Ernst Rabich                       | deutscher Chordirigent, Organist, Komponist, Musikpädagoge und Musikschriftsteller                                              | 76    |       |
| 2. Februar  | Gerhard Janensch                   | deutscher Bildhauer und Medailleur                                                                                              | 72    |       |
| 2. Februar  | Gustav von Johnston                | deutscher Rittergutsbesitzer und Hofbeamter                                                                                     | 63    |       |
| 2. Februar  | Lambert Meyer                      | deutscher katholischer Priester und Bischöflicher Offizial                                                                      | 78    |       |
| 2. Februar  | Francis Petrus Paulus              | US-amerikanischer Maler, Radierer und Kunstlehrer                                                                               | 70    |       |
| 2. Februar  | Gaston de Pawlowski                | französischer Schriftsteller | 58    |       |
| 2. Februar  | Max Schiemann                      | deutscher Elektroingenieur und Unternehmer                                                                                      | 66    |       |
| 2. Februar  | Fritz Schoellhorn                  | Schweizer Unternehmer und Schriftsteller                                                                                        | 69    |       |
| 2. Februar  | Rafael Seco y Sánchez              | spanischer Hochschullehrer und Linguist                                                                                         |       |       |
| 2. Februar  | John Stephenson                    | britischer Chirurg, Zoologe und Hochschullehrer                                                                                 | 61    |       |
| 2. Februar  | Ernst Süffert                      | deutscher Verwaltungsjurist, Präsident der Oberrechnungskammer und des hessischen Verwaltungsgerichtshofs                       | 69    |       |
| 3. Februar  | John Haberle                       | US-amerikanischer Maler |       |       |
| 3. Februar  | Richard Linsert                    | deutscher Publizist und Sexualwissenschaftler                                                                                   | 33    |       |
| 3. Februar  | Wilhelm Petersen                   | deutsch-baltischer Zoologe | 78    |       |
| 4. Februar  | Willy Davidson                     | deutscher Maler, Grafiker und Bühnenbildner                                                                                     | 42    |       |
| 4. Februar  | Guillermo Rojas y Arrieta          | costa-ricanischer Geistlicher und Erzbischof von Panama                                                                         | 77    |       |
| 4. Februar  | Archibald Henry Sayce              | britischer Altorientalist und Ägyptologe, Professor in Oxford                                                                   | 87    |       |
| 4. Februar  | Karl Woermann                      | deutscher Kunsthistoriker, Galeriedirektor und Jurist                                                                           | 88    |       |
| 5. Februar  | Hermann Kasten                     | deutscher Politiker (USPD/SPD)                                                                                                  | 47    |       |
| 5. Februar  | August Madsack                     | deutscher Journalist, Publizist und Verleger                                                                                    | 74    |       |
| 5. Februar  | Hermann Petrich                    | deutscher Superintendent und Schriftsteller                                                                                     | 87    |       |
| 5. Februar  | Joseph Roffo                       | französischer Rugbyspieler | 54    |       |
| 5. Februar  | Ida Schiøttz-Jensen                | dänische Interieur-, Landschafts- und Porträtmalerin                                                                            | 72    |       |
| 5. Februar  | Josiah Thomas                      | australischer Politiker und Außenminister                                                                                       | 69    |       |
| 5. Februar  | Georg Vestel                       | estnischer Politiker und Unternehmer                                                                                            | 50    |       |
| 5. Februar  | Léon Wespy                         | deutscher Lehrer, Schuldirektor, Senator, Stadtschulrat, Autor und Herausgeber                                                  | 74    |       |
| 6. Februar  | Johannes van den Brink             | niederländischer Autor, Kaplan, Mitglied des Gemeinderates in Limburg, Priester und antiautoritärer Sozialist                   | 68    |       |
| 6. Februar  | Emil Girbig                        | deutscher Glasarbeiter, Gewerkschafter und Politiker (SPD), MdR                                                                 | 66    |       |
| 6. Februar  | Paul Graebner                      | deutscher Botaniker | 61    |       |
| 6. Februar  | Hermann Strunk                     | deutscher Pädagoge und Politiker                                                                                                | 50    |       |
| 6. Februar  | Michael Wittlich                   | estnischer Chemiker | 66    |       |
| 7. Februar  | Albert von Apponyi                 | ungarischer Adliger, Politiker und Diplomat                                                                                     | 86    |       |
| 7. Februar  | Judson Brown                       | US-amerikanischer Jazz- und Bluesmusiker                                                                                        |       |       |
| 7. Februar  | Alfons Fritz                       | Baukünstler und Architekt | 32    |       |
| 7. Februar  | Konrad Ernst von Goßler            | preußischer General der Infanterie                                                                                              | 84    |       |
| 7. Februar  | Otto Magnus Höglund                | schwedischer Kaufmann und Politiker, Mitglied des Riksdag                                                                       | 86    |       |
| 7. Februar  | Mykola Sadowskyj                   | ukrainischer Theaterschauspieler Regisseur und Sänger                                                                           | 76    |       |
| 7. Februar  | Karl Schickhardt                   | württembergischer Landschaftsmaler und Dozent an der Kunstschule Stuttgart                                                      | 66    |       |
| 7. Februar  | Carl Steinhofer                    | österreichischer Architekt | 60    |       |
| 7. Februar  | Henri Viotta                       | niederländischer Dirigent und Musikwissenschaftler                                                                              | 84    |       |
| 8. Februar  | Hans Engelbrecht                   | preußischer Offizier, zuletzt Generalmajor                                                                                      | 78    |       |
| 8. Februar  | Oskar Fleischer                    | deutscher Musikwissenschaftler                                                                                                  | 76    |       |
| 8. Februar  | Heinrich Klein                     | deutscher Opernsänger und Intendant                                                                                             | 87    |       |
| 8. Februar  | Friedrich Rückward                 | deutscher Chorleiter und Bratschist                                                                                             | 60    |       |
| 8. Februar  | Alonzo C. Shuford                  | US-amerikanischer Politiker | 74    |       |
| 8. Februar  | Theodor Sproesser                  | deutscher Offizier | 62    |       |
| 9. Februar  | Karl Frohme                        | deutscher Politiker (SPD), MdR                                                                                                  | 83    |       |
| 9. Februar  | Andreas Franz Frühwirth            | österreichischer Kardinal | 87    |       |
| 9. Februar  | Carl Fürstenberg                   | deutscher Bankier | 82    |       |
| 9. Februar  | Leonhard Giani                     | deutscher Politiker | 67    |       |
| 9. Februar  | Percy Heath                        | US-amerikanischer Drehbuchautor und Dramatiker                                                                                  | 49    |       |
| 9. Februar  | Fritz Richard                      | österreichisch-deutscher Schauspieler                                                                                           | 63    |       |
| 10. Februar | Carl Heinrich Becker               | deutscher Politiker und Orientalist                                                                                             | 56    |       |
| 10. Februar | Arno Julius Reichert               | deutscher Bibliothekar, Sänger und Komponist                                                                                    | 66    |       |
| 10. Februar | Erastus J. Turner                  | US-amerikanischer Politiker | 86    |       |
| 11. Februar | George R. Carter                   | US-amerikanischer Politiker und zweiter Territorialgouverneur von Hawaii                                                        | 66    |       |
| 11. Februar | Jean Paul Ertel                    | deutscher Komponist | 68    |       |
| 11. Februar | Max Förderreuther                  | Oberstudienrat, Museums- und Heimatpfleger                                                                                      | 75    |       |
| 11. Februar | Karl Maria Henderichs              | deutscher Reichsgerichtsrat | 84    |       |
| 11. Februar | Otto Preuß                         | deutscher Rechtsanwalt, Justizrat und Landtagsabgeordneter                                                                      | 81    |       |
| 11. Februar | Friedrich Teutsch                  | Bischof der Siebenbürger Sachsen                                                                                                | 80    |       |
| 12. Februar | Paul Berck                         | deutscher Bäcker, SS-Mann und Blutzeuge der NS-Bewegung im Gau Halle-Merseburg                                                  | 20    |       |
| 12. Februar | Henri Duparc                       | französischer Komponist | 85    |       |
| 12. Februar | Friedrich Max Kircheisen           | deutscher Historiker | 55    |       |
| 12. Februar | William Robertson, 1. Baronet      | britischer Feldmarschall, Chef des Imperialen Generalstabs                                                                      | 73    |       |
| 12. Februar | Hans Seidel                        | deutscher Arbeitersportler und Opfer des Eisleber Blutsonntags                                                                  | 19    |       |
| 13. Februar | Hans Heinrich XVI. von Hochberg    | deutscher Gutsbesitzer und Landwirtschaftsfunktionär                                                                            | 58    |       |
| 13. Februar | Thomas Løvstrøm                    | grönländischer Landesrat | 56    |       |
| 13. Februar | Okamoto Shinsō                     | japanischer Maler | 38    |       |
| 13. Februar | Paul Zimmermann                    | deutscher Historiker und Archivar                                                                                               | 78    |       |
| 14. Februar | Joseph Peter Audebert              | deutscher Naturforscher | 84    |       |
| 14. Februar | Carl Correns                       | deutscher Biologe und einer der Wiederentdecker der Mendel'schen Regeln                                                         | 68    |       |
| 14. Februar | Otto Galama Houtrouw               | deutscher reformierter Geistlicher und ostfriesischer Heimatforscher                                                            | 94    |       |
| 14. Februar | Paul Kolbe                         | deutscher Militärschriftsteller                                                                                                 | 84    |       |
| 14. Februar | Walter Schneider                   | deutscher Arbeitersportler, Mitglied der KPD und Opfer des Eisleber Blutsonntags                                                | 29    |       |
| 15. Februar | José Dolores Alfonseca             | dominikanischer Politiker | 54    |       |
| 15. Februar | Robert Franz Müller                | österreichischer Beethoven-, Mozart-, Schubert-, Strauss- und Franz-von-Suppè-Forscher                                          | 68    |       |
| 15. Februar | Gustav Theodor Tesdorpf            | deutscher Jurist und Politiker, MdHB                                                                                            | 81    |       |
| 16. Februar | George Thomas Beatson              | britischer Arzt |       |       |
| 16. Februar | Godfrey G. Goodwin                 | US-amerikanischer Politiker | 60    |       |
| 16. Februar | Carl Gunderson                     | US-amerikanischer Politiker | 68    |       |
| 16. Februar | Hubert von Rebeur-Paschwitz        | deutscher Marineoffizier, zuletzt Admiral sowie Oberkommandierender der Osmanischen und Bulgarischen Flotte im Ersten Weltkrieg | 69    |       |
| 17. Februar | Felipe Daudt de Oliveira           | brasilianischer Lyriker | 42    |       |
| 17. Februar | Johannes Dose                      | deutscher Schriftsteller | 72    |       |
| 17. Februar | Otto Robert von Grünewaldt         | deutsch-baltischer Graphiker | 63    |       |
| 17. Februar | August Haag                        | deutscher Bildhauer | 47    |       |
| 17. Februar | Oluf Hastrup                       | dänischer Inspektor von Grönland                                                                                                | 58    |       |
| 17. Februar | Charles Marling                    | britischer Diplomat | 70    |       |
| 17. Februar | Martin Riesenhuber                 | österreichischer Archivar und Kunsthistoriker                                                                                   | 56    |       |
| 17. Februar | Toktogul Satylganov                | kirgisischer Akyn | 68    |       |
| 18. Februar | Franz Amecke                       | deutscher römisch-katholischer Geistlicher                                                                                      | 71    |       |
| 18. Februar | James J. Corbett                   | US-amerikanischer Boxer | 66    |       |
| 18. Februar | Fanny Coupette                     | deutsche Landschafts- und Blumenmalerin                                                                                         | 78    |       |
| 18. Februar | Simon Fraser, 14. Lord Lovat       | römisch-katholischer Aristokrat                                                                                                 | 61    |       |
| 18. Februar | Heinrich Heimes                    | deutscher Landschafts- und Marinemaler                                                                                          | 77    |       |
| 18. Februar | Arnold Mendelssohn                 | deutscher Komponist und Musikpädagoge                                                                                           | 77    |       |
| 18. Februar | Karl Praechter                     | deutscher Klassischer Philologe                                                                                                 | 74    |       |
| 19. Februar | Gusztáv Gegus                      | ungarischer Jurist und Minister                                                                                                 | 77    |       |
| 19. Februar | Hans von Hammerstein-Gesmold       | deutscher General der Infanterie                                                                                                | 65    |       |
| 19. Februar | Otto Holzer                        | deutscher Architekt und Baubeamter                                                                                              | 58    |       |
| 19. Februar | Johannes Horion                    | deutscher Politiker, Landeshauptmann der Rheinprovinz                                                                           | 56    |       |
| 19. Februar | Karl Strecker                      | deutscher Schriftsteller und Theaterkritiker                                                                                    | 70    |       |
| 19. Februar | Johannes Vogel                     | deutscher evangelischer Geistlicher                                                                                             | 59    |       |
| 20. Februar | Emanuel Aufrecht                   | Internist und Forscher | 88    |       |
| 20. Februar | Juan Bautista Aznar Cabañas        | Ministerpräsident von Spanien und Admiral                                                                                       | 72    |       |
| 20. Februar | Bruno Fritsch                      | deutscher Politiker (NLP) | 90    |       |
| 20. Februar | Kobayashi Takiji                   | japanischer Autor proletarischer Literatur                                                                                      | 29    |       |
| 20. Februar | Fritz Philippi                     | deutscher evangelischer Pfarrer und Schriftsteller                                                                              | 64    |       |
| 20. Februar | Mary Watson                        | britische Chemikerin |       |       |
| 21. Februar | Alexander Engels                   | deutscher Theaterschauspieler                                                                                                   | 61    |       |
| 21. Februar | Anton Jürgenstein                  | estnischer Kritiker und Journalist                                                                                              | 71    |       |
| 21. Februar | Johannes Schmidt                   | dänischer Aalforscher | 56    |       |
| 22. Februar | Georg Leonhard Fischer             | deutscher Lehrer und Heimatdichter                                                                                              | 51    |       |
| 22. Februar | Melvin Clark George                | US-amerikanischer Politiker | 83    |       |
| 22. Februar | Wilhelm Großkopf                   | deutsches Opfer des Nationalsozialismus, Mitglied des Sozialistischen Arbeiter Jugend (SAJ) in Hannover                         | 23    |       |
| 22. Februar | Wilhelm Heese                      | deutscher Arbeiter, Mitglied des Reichsbanners Schwarz-Rot-Gold in Hannover, Opfer des Nationalsozialismus                      | 43    |       |
| 22. Februar | Ilse Korseck                       | deutsche Schauspielerin | 21    |       |
| 22. Februar | Michael Malloy                     | irisch-amerikanischer Wanderarbeiter und Mordopfer                                                                              |       |       |
| 22. Februar | Hilë Mosi                          | albanischer Dichter und Politiker                                                                                               | 47    |       |
| 22. Februar | Heinrich Specketer                 | deutscher Chemiker und Manager                                                                                                  | 59    |       |
| 23. Februar | Hermann Albert                     | deutscher Politiker (SPD) | 45    |       |
| 23. Februar | August Dissen                      | Bürgermeister von Warburg | 57    |       |
| 23. Februar | Hannes Gebhard                     | russisch-finnischer Ökonom | 68    |       |
| 23. Februar | Walter Heinze                      | deutscher Maschinenschlosser, Opfer des Nationalsozialismus                                                                     | 32    |       |
| 23. Februar | David Horsley                      | US-amerikanischer Filmpionier                                                                                                   | 59    |       |
| 23. Februar | Wladimir Puchalski                 | polnisch-russisch-ukrainischer Pianist, Komponist und Musikpädagoge                                                             | 84    |       |
| 23. Februar | Walter Troeltsch                   | deutscher Nationalökonom | 66    |       |
| 24. Februar | Georg Theodor Bauer                | deutscher Offizier und Politiker                                                                                                | 60    |       |
| 24. Februar | Eugenio Bertini                    | italienischer Mathematiker | 86    |       |
| 24. Februar | Johannes Meisenheimer              | deutscher Zoologe | 59    |       |
| 25. Februar | Jules Andrade                      | französischer Mathematiker, Physiker und Uhrmacher                                                                              | 75    |       |
| 25. Februar | Heino von Bischoffshausen          | deutscher Verwaltungsbeamter | 77    |       |
| 25. Februar | Engelbert von Kerckerinck zur Borg | deutscher Rittergutsbesitzer, Politiker der Zentrumspartei sowie landwirtschaftlicher Interessenvertreter                       | 60    |       |
| 25. Februar | Hermann Franz Wilhelm Maurer       | Verwaltungsangestellter | 71    |       |
| 25. Februar | Parthenios Vardakas                | Metropolit von Kitros, Katerini und Platamon                                                                                    | 65    |       |
| 26. Februar | Spottiswoode Aitken                | britisch-amerikanischer Stummfilmschauspieler und Autor                                                                         | 64    |       |
| 26. Februar | Felix Auerbach                     | deutscher Physiker | 76    |       |
| 26. Februar | Philipp Bauknecht                  | deutscher Maler |       |       |
| 26. Februar | Thomas Watt Gregory                | US-amerikanischer Jurist und Justizminister                                                                                     | 71    |       |
| 26. Februar | William Y. Humphreys               | US-amerikanischer Politiker | 42    |       |
| 26. Februar | Alexander Michailowitsch Romanow   | Großfürst von Russland | 66    |       |
| 26. Februar | Antoni Nicolau i Parera            | katalanischer Dirigent und Komponist                                                                                            | 74    |       |
| 26. Februar | Maria Pezzé Pascolato              | italienische Schriftstellerin, Übersetzerin und Hochschullehrerin                                                               | 63    |       |
| 26. Februar | Thyra von Dänemark                 | Prinzessin von Dänemark, durch Heirat Kronprinzessin von Hannover                                                               | 79    |       |
| 27. Februar | Berthold Haupt                     | deutscher Buchdrucker, Kämpfer gegen den Nationalsozialismus                                                                    | 28    |       |
| 27. Februar | Johannes Rabnow                    | deutscher Arzt und Sozialhygieniker                                                                                             | 77    |       |
| 28. Februar | Lilla Cabot Perry                  | US-amerikanische Malerin des Impressionismus                                                                                    | 85    |       |
| 28. Februar | Garstin Cox                        | britischer Landschafts- und Küstenmaler                                                                                         | 40    |       |
| 28. Februar | Friedrich Martini                  | deutscher Eisenbahner | 76    |       |
| 28. Februar | Kurt Possanner von Ehrenthal       | österreichischer Agent im Dienst des sowjetischen Geheimdienstes                                                                | 34    |       |
| 28. Februar | Edward Bruce Williamson            | US-amerikanischer Bankier, Entomologe und Pflanzenzüchter                                                                       | 55    |       |

## März
| Tag      | Name                                  | Beruf, bekannt als                                                                                    | Alter | Beleg |
| -------- | ------------------------------------- | --- | ----- | ----- |
| 1. März  | Max Andriano                          | deutscher Bühnenschauspieler                                                                          | 65    |       |
| 1. März  | Bruno Arnold                          | deutscher Fotograf                                                                                    | 48    |       |
| 1. März  | Hubert Schmidt                        | deutscher Prähistoriker                                                                               | 68    |       |
| 1. März  | Max Süßheim                           | deutscher Jurist und bayerischer Politiker                                                            | 56    |       |
| 2. März  | Francis Alexander Anglin              | kanadischer Richter, Vorsitzender des Obersten Gerichtshofes                                          | 67    |       |
| 2. März  | Wilhelm Habich                        | deutscher Bildhauer                                                                                   | 92    |       |
| 2. März  | Johannes Lücke                        | deutsches NS-Opfer                                                                                    | 45    |       |
| 2. März  | Thomas J. Walsh                       | US-amerikanischer Politiker                                                                           | 73    |       |
| 3. März  | Joseph Elsner senior                  | Architekt und Kirchenausstatter, Gemeindebevollmächtigter des Münchner Magistrats                     | 87    |       |
| 3. März  | Werner Hollmann                       | deutscher Schauspieler                                                                                | 50    |       |
| 3. März  | Georg Mannkopff                       | deutscher Landrat                                                                                     | 73    |       |
| 4. März  | Maurice Besnier                       | französischer Althistoriker                                                                           | 59    |       |
| 4. März  | Juan Francisco González               | chilenischer Maler                                                                                    | 79    |       |
| 4. März  | Solomon ka Dinuzulu                   | König der Zulu                                                                                        |       |       |
| 4. März  | Hermann von Tresckow                  | preußischer General der Kavallerie                                                                    | 83    |       |
| 4. März  | Blind Willie Walker                   | US-amerikanischer Blues-Musiker                                                                       |       |       |
| 5. März  | Johann Gerdes                         | deutscher Kommunist und Landtagsabgeordneter                                                          | 36    |       |
| 5. März  | Christian Pleß                        | deutscher Arbeiter, Opfer des Nationalsozialismus; Reichsbannermann                                   | 24    |       |
| 5. März  | Theodor Zahn                          | deutscher evangelischer Theologe                                                                      | 94    |       |
| 6. März  | Alexandrine Armfelt                   | russische bzw. sowjetische Komponistin                                                                | 66    |       |
| 6. März  | Anton Cermak                          | Bürgermeister von Chicago (1931–1933) und Opfer eines Attentats                                       | 59    |       |
| 6. März  | William Courtright                    | US-amerikanischer Schauspieler                                                                        | 84    |       |
| 6. März  | Griffith Pritchard Griffith           | US-amerikanischer Bankier                                                                             | 92    |       |
| 6. März  | Franz Hinterstoisser                  | österreichischer Luftfahrtpionier                                                                     | 69    |       |
| 6. März  | Andrej Karlin                         | Bischof von Lavant und Triest                                                                         | 75    |       |
| 6. März  | Rudolf Prietze                        | deutscher Sprachforscher                                                                              | 78    |       |
| 6. März  | Edwin von Stülpnagel                  | deutscher Offizier und General der Infanterie                                                         | 56    |       |
| 7. März  | Büchsenmacher Rosl                    | österreichische Grimassenschneiderin                                                                  | 75    |       |
| 7. März  | Julius Frank                          | deutsches Mordopfer                                                                                   |       |       |
| 7. März  | David Koigen                          | russisch-deutscher Soziologe und Kulturphilosoph aus jüdischer Familie                                | 53    |       |
| 7. März  | Oswald Laufer                         | deutscher Antifaschist                                                                                | 27    |       |
| 7. März  | Stefán Sigurðsson frá Hvítadal        | isländischer Lyriker                                                                                  | 45    |       |
| 7. März  | William Robert Wood                   | US-amerikanischer Politiker                                                                           | 72    |       |
| 8. März  | J. Frank Aldrich                      | US-amerikanischer Politiker                                                                           | 79    |       |
| 8. März  | Eduard Beit von Speyer                | deutsch-jüdischer Bankier                                                                             | 72    |       |
| 8. März  | Edmund Dipper                         | deutscher Allgemeinmediziner, Gynäkologe und Hochschullehrer                                          | 61    |       |
| 8. März  | Oliver Effersøe                       | färöischer Politiker                                                                                  | 69    |       |
| 8. März  | Hermann von Gottschall                | deutscher Schachspieler                                                                               | 70    |       |
| 8. März  | Xaver Knittl                          | deutscher Baumeister                                                                                  | 59    |       |
| 8. März  | Hermann Neumann                       | deutscher Politiker (SPD Hessen) und ehemaliger Abgeordneter des Landtags                             | 50    |       |
| 8. März  | Felix Philipp                         | deutscher Gewerkschafter und sozialdemokratischer Politiker                                           | 65    |       |
| 8. März  | Franz Josef Zlatnik                   | österreichischer Schriftsteller                                                                       | 61    |       |
| 9. März  | Aladár Aujeszky                       | ungarischer Veterinärpathologe und Mikrobiologe                                                       | 64    |       |
| 9. März  | Hermann Grosse                        | deutscher Prähistoriker                                                                               | 79    |       |
| 9. März  | Georg Landgraf                        | deutscher Politiker (SPD) und Verlagsleiter                                                           | 47    |       |
| 9. März  | Weniamin Leontjewitsch Metenkow       | russischer Photograph                                                                                 | 75    |       |
| 9. März  | Joakim Frederik Skovgaard             | dänischer Maler, Bildhauer und Kunsthandwerker                                                        | 76    |       |
| 10. März | Ahmad asch-Scharif                    | Anführer des libyschen Sanussiya-Ordens                                                               |       |       |
| 10. März | Cecil Hamilton Armitage               | Gouverneur Gambia                                                                                     | 63    |       |
| 10. März | Beta Isenberg                         | deutsche Mäzenin für kirchliche, soziale und kulturelle Zwecke                                        | 86    |       |
| 10. März | Norbert Johann Klein                  | deutsch-böhmischer römisch-katholischer Bischof                                                       | 66    |       |
| 10. März | Manfred Kyber                         | deutscher Schriftsteller deutschbaltischer Herkunft                                                   | 53    |       |
| 10. März | Carl von Müller                       | deutscher Verwaltungsjurist                                                                           | 87    |       |
| 10. März | Ladislaus Vajda                       | ungarischer Drehbuchautor, Theaterregisseur und Dramaturg                                             | 55    |       |
| 11. März | Friedrich Bouché                      | Gartenarchitekt, Königlicher Obergartendirektor in Dresden                                            | 82    |       |
| 11. März | Franz von Eichmann                    | deutscher Verwaltungsbeamter                                                                          | 69    |       |
| 11. März | Robert B. Howell                      | US-amerikanischer Politiker                                                                           | 69    |       |
| 11. März | Emanuel Jirka Propper                 | Schweizer Architekt und Technikums-Lehrer                                                             | 70    |       |
| 11. März | Franziska Wolf                        | österreichische Lehrerin, Schriftstellerin und Politikerin (DNSAP)                                    | 71    |       |
| 12. März | Otto Kresse                           | deutscher Politiker (SPD), Gewerkschafter                                                             | 47    |       |
| 12. März | Karl Pallas                           | deutscher evangelischer Pfarrer und Heimatforscher                                                    | 72    |       |
| 12. März | Friedrich Rinne                       | deutscher Mineraloge, Kristallograph und Petrograph                                                   | 69    |       |
| 12. März | Johannes Schöne                       | deutscher Politiker und Jurist                                                                        | 77    |       |
| 12. März | Wilhelm Spiegel                       | deutscher Rechtsanwalt und Politiker (SPD)                                                            | 56    |       |
| 13. März | Anton Dimitrow                        | Revolutionär                                                                                          | 66    |       |
| 13. März | Robert Innes                          | schottisch-südafrikanischer Astronom                                                                  | 71    |       |
| 13. März | Alfred Mensi von Klarbach             | österreichischer Schriftsteller und Journalist                                                        | 78    |       |
| 13. März | August Moritz Ferdinand Schauenburg   | deutscher Verleger                                                                                    | 69    |       |
| 13. März | Berthold Vallentin                    | deutscher Jurist, Historiker und Publizist                                                            | 56    |       |
| 14. März | Anny Ahlers                           | deutsche Sängerin und Schauspielerin                                                                  | 30    |       |
| 15. März | John Quincy Adams                     | österreichischer Maler                                                                                | 59    |       |
| 15. März | Alfred Gürtler                        | österreichischer Statistiker, Nationalökonom und Politiker                                            | 57    |       |
| 15. März | Ferdinand Pantz                       | österreichischer Politiker der Deutschen Nationalpartei (DnP)                                         | 64    |       |
| 15. März | Ida von Scheele-Müller                | deutsche Opernsängerin                                                                                | 70    |       |
| 15. März | Theodor Walter                        | Lehrer und Abgeordneter                                                                               | 63    |       |
| 15. März | Otto Zellweger                        | Schweizer Theologe                                                                                    | 75    |       |
| 16. März | Ferdinand von Alten                   | deutscher Schauspieler                                                                                | 47    |       |
| 16. März | Alfréd Haar                           | ungarischer Mathematiker                                                                              | 47    |       |
| 17. März | Max Högg                              | deutscher Musiker, Komponist und Kapellmeister                                                        | 78    |       |
| 17. März | Klemens Löffler                       | deutscher Historiker und Bibliothekar                                                                 | 52    |       |
| 17. März | William Cawthorne Unwin               | britischer Wasserbauingenieur                                                                         | 94    |       |
| 18. März | Dawid Alexandrowitsch Aitow           | russischer Kartograf und Revolutionär                                                                 | 78    |       |
| 18. März | Harry Burgess                         | US-amerikanischer Offizier                                                                            | 61    |       |
| 18. März | Hermann Clajus                        | deutscher Kommunalpolitiker (SPD)                                                                     | 52    |       |
| 18. März | Gustav Frölich                        | österreichisch-deutscher Architekt                                                                    | 74    |       |
| 18. März | Otto Geiselhart                       | deutscher Politiker (SPD), MdR                                                                        | 42    |       |
| 18. März | Karl Hermann                          | deutscher Politiker (DDP, WP), MdR                                                                    | 46    |       |
| 18. März | Leopold Potzinger                     | österreichischer Politiker (CSP), Abgeordneter zum Nationalrat                                        | 62    |       |
| 18. März | Luigi Amedeo di Savoia-Aosta          | italienischer Marineoffizier, Forschungsreisender und Adliger des Hauses Savoyen                      | 60    |       |
| 18. März | Petter Sørlle                         | norwegischer Walfängerkapitän                                                                         | 49    |       |
| 18. März | Domenico Trentacoste                  | italienischer Bildhauer und Medailleur (Sizilien)                                                     | 73    |       |
| 18. März | Yoshino Sakuzō                        | japanischer Politikwissenschaftler, Historiker und Autor                                              | 55    |       |
| 19. März | John Beckram                          | englischer Fußballspieler                                                                             |       |       |
| 19. März | Albert Paulig                         | deutscher Theater- und Filmschauspieler                                                               | 60    |       |
| 19. März | Morton Everel Post                    | US-amerikanischer Politiker                                                                           | 92    |       |
| 19. März | Tame Horomona Rehe                    | letzter überlebende Moriori in Neuseeland                                                             | 48    |       |
| 19. März | Henry Joseph Steele                   | US-amerikanischer Politiker                                                                           | 72    |       |
| 19. März | Artur Stölzel                         | österreichischer Jurist und Politiker, Landtagsabgeordneter, Abgeordneter zum Nationalrat             | 65    |       |
| 19. März | Louis-Ferdinand Ullstein              | deutscher Verleger                                                                                    | 69    |       |
| 20. März | Arthur Becker                         | deutscher Politiker (SPD) und Gutsbesitzer                                                            | 70    |       |
| 20. März | Jefferson De Angelis                  | US-amerikanischer Schauspieler und Sänger                                                             | 73    |       |
| 20. März | Gottfried Stommel                     | deutscher Dramatiker, Schriftsteller und Librettist                                                   | 86    |       |
| 20. März | Karol Szreter                         | polnischer Musiker                                                                                    | 34    |       |
| 21. März | Hugo Brandt                           | deutscher Politiker, MdHB, Senator und Kaufmann                                                       | 88    |       |
| 21. März | Enrico D’Ovidio                       | italienischer Mathematiker                                                                            | 90    |       |
| 21. März | Max Ledermann                         | deutscher Tuchhändler und Vorsteher der jüdischen Gemeinde in Künzelsau                               | 64    |       |
| 21. März | Walter Lyon                           | US-amerikanischer Jurist und Politiker                                                                | 79    |       |
| 21. März | Jiří Polívka                          | tschechischer Slawist, Literaturwissenschaftler und Folklorist                                        | 75    |       |
| 22. März | Hugo Altendorff                       | deutscher Architekt                                                                                   | 89    |       |
| 22. März | Matthias Dunstmair                    | deutscher Geistlicher und Generalvikar von München und Freising                                       | 80    |       |
| 22. März | Walter Rehfeld                        | deutscher Verwaltungsbeamter                                                                          | 73    |       |
| 22. März | Axel Wallensköld                      | finnischer Romanist und Mediävist                                                                     | 68    |       |
| 24. März | Alfred William Alcock                 | britischer Naturforscher und Krebstierforscher                                                        | 73    |       |
| 24. März | Erik Jan Hanussen                     | österreichischer Zauberkünstler                                                                       | 43    |       |
| 24. März | Etienne Lorck                         | deutscher Romanist                                                                                    | 73    |       |
| 24. März | Paul Simmel                           | deutscher Maler und Karikaturist                                                                      | 45    |       |
| 24. März | Désiré Thomassin                      | österreichischer Maler und Komponist                                                                  | 75    |       |
| 24. März | Max Vogel                             | deutscher Jurist und Politiker                                                                        | 76    |       |
| 24. März | Karl Franz Wendt                      | deutscher Nachrichtenmann                                                                             | 28    |       |
| 25. März | Hermann Stern                         | Opfer des Creglinger Pogroms, gilt als erstes Todesopfer systematischer Judenverfolgungen zur NS-Zeit | 67    |       |
| 25. März | Robert Vischer                        | deutscher Kunsthistoriker und Ästhetiker                                                              | 86    |       |
| 25. März | Léon Wieger                           | französischer Theologe, Mediziner, Sinologe und Autor                                                 | 76    |       |
| 26. März | Theron Akin                           | US-amerikanischer Politiker                                                                           | 77    |       |
| 26. März | Oskar Günther                         | Unternehmer in Braunschweig                                                                           | 69    |       |
| 26. März | Paul Hoppe                            | österreichischer Architekt                                                                            | 63    |       |
| 26. März | József Kürschák                       | ungarischer Mathematiker                                                                              | 69    |       |
| 26. März | Eddie Lang                            | US-amerikanischer Jazz-Musiker                                                                        | 30    |       |
| 27. März | Franz Bernhöft                        | deutscher Rechtswissenschaftler, Professor an der Universität Rostock                                 | 80    |       |
| 27. März | Mathilde von Sachsen                  | deutsche Adelige, Prinzessin von Sachsen                                                              | 70    |       |
| 27. März | Adele Watson                          | US-amerikanische Schauspielerin                                                                       | 43    |       |
| 28. März | August Grotehenne                     | deutscher Gewerkschaftsfunktionär                                                                     |       |       |
| 28. März | Friedrich Arturowitsch Zander         | sowjetischer Pionier des Raketenbaus                                                                  | 45    |       |
| 29. März | Franz Daffner                         | deutscher Arzt                                                                                        | 89    |       |
| 29. März | Konrad Knebel                         | deutscher Lehrer und Heimatforscher                                                                   | 76    |       |
| 29. März | Eduard Koerner                        | tschechischer Politiker und Jurist                                                                    | 69    |       |
| 29. März | Heinrich Wilhelm Müller               | deutscher Kaufmann und Fotograf                                                                       | 73    |       |
| 29. März | Julius Schmidt                        | deutscher Chemiker und Hochschullehrer                                                                | 61    |       |
| 29. März | Walter Schütz                         | deutscher Politiker (KPD), MdR                                                                        | 35    |       |
| 29. März | Alfred Ungerer                        | französischer Uhrmacher und Turmuhrenfabrikant                                                        |       |       |
| 30. März | Ernst Delbrück                        | deutscher Jurist                                                                                      | 74    |       |
| 30. März | John Eisele                           | US-amerikanischer Langstreckenläufer                                                                  | 49    |       |
| 30. März | Werner von Frankenberg und Proschlitz | preußischer Offizier, zuletzt Generalmajor                                                            | 64    |       |
| 30. März | Elisabeth von Mumm                    | deutsche Frauenrechtlerin                                                                             | 73    |       |
| 30. März | Georg Narten                          | deutscher Strombaudirektor und Geheimer Baurat                                                        | 79    |       |
| 30. März | Tito Ricordi                          | italienischer Musikverleger                                                                           | 67    |       |
| 30. März | Georg Steinhausen                     | deutscher Bibliothekar und Kulturwissenschaftler                                                      | 66    |       |
| 31. März | Joachim von Arnim                     | deutscher Fregattenkapitän der Kaiserlichen Marine                                                    | 56    |       |
| 31. März | Baltasar Brum                         | Rechtsanwalt, Diplomat, Politiker und Präsident Uruguays                                              | 49    |       |
| 31. März | Julius Kreis                          | deutscher Schriftsteller, Zeichner und Buchillustrator                                                | 41    |       |
| 31. März | Paul Nikolaus                         | deutscher Dichter, Bühnenautor, Kabarettist und Conférencier                                          | 39    |       |
| 31. März | Frank Oliver                          | kanadischer Politiker (Liberale Partei Kanada)                                                        | 79    |       |
| 31. März | Max Plaut                             | deutscher Rechtsanwalt und Opfer der nationalsozialistischen Gewaltherrschaft                         | 44    |       |
| 31. März | Georg Schuster-Woldan                 | deutscher Maler und Grafiker                                                                          | 68    |       |
|          | George Henry Griebel                  | deutsch-US-amerikanischer Architekt                                                                   | 86    |       |